# Gerres mozambiquensis
Gerres mozambiquensis är en fiskart som beskrevs av Iwatsuki och Phillip C. Heemstra 2007. Gerres mozambiquensis ingår i släktet Gerres och familjen Gerreidae. Inga underarter finns listade i Catalogue of Life.